# Balneário Piçarras
Balneário Piçarras is een gemeente in de Braziliaanse deelstaat Santa Catarina. De gemeente telt 14.845 inwoners (schatting 2009).

## Verkeer en vervoer
De plaats ligt aan de noord-zuidlopende weg BR-101 tussen Touros en São José do Norte.